# Акушерське насильство
Акушерське насильство — будь-яка неузгоджена або здійснена всупереч відмові жінки дія медичного персоналу в процесі вагітності, пологів та в післяпологовий період. Також може проявлятися у зневазі до жінок, неповазі до їхньої гідності та у проявах дискримінації — будь-які форми психологічного та фізичного насильства з боку медичного персоналу у медичних закладах.
Акушерське насильство є порушенням прав людини та насильством проти жінок.

## Прояви
Лікарі можуть приховувати або давати неповну інформацію під час вагітності або пологів. 
Медичний персонал може здійснювати маніпуляції, на які жінка не дала згоду або не була проінформована про можливі ризики або наслідки їх застосування.
Лікарі можуть проводити дії, що спричиняють зайвий фізичний біль жінці (наприклад, так званий агресивний огляд для пришвидшення пологів).
Емоційний тиск на породіллю та зневажливе ставлення до неї, які проявляються у підвищенні голосу, відсутності достатньої уваги.

## Наслідки
Акушерське насильство має як прямий, так і опосередкований вплив на показники здоров'я матерів і дітей.
Прямий вплив проявляється, коли жінкам не надають належної допомоги у медичних закладах.
Непрямий вплив може проявитися у тому випадку, коли жінки, які раніше постраждали від цього насильства або чули від інших жінок про такі практики, відмовляються народжувати у медичних закладах навіть при наявності у них ускладнень.